# 伊格瑞斯
伊卡利斯（英語：Ikaris）是出自漫威漫畫的虛構人物。首次登場於《永恆族》第1期（1976年7月），由杰克·科比所創作。伊卡利斯是一個名為永恆族種族的成員之一。
在漫威電影宇宙中，2021年電影《永恆族》由理察·麥登飾演。

## 出版歷史
伊卡利斯首次出現在《永恆族》第1期（1976年7月）中，由杰克·科比創作。
尼爾·蓋曼 與藝術家小約翰·羅米塔於2006年創作了一個迷你系列，以把永恆族帶進現代漫威宇宙中的角色。最初是作為六期的系列作品，後來又增加了一期，因為根據編輯尼克·羅威的說法：「有太多的故事無法合進我們為自己設定的結構。尼爾最初只發行五期，並告訴我他可能需要七期。他只是有太多的故事來合進六期（即使第一和第六期的篇幅是其他的兩倍）」。
伊卡利斯在《全新侵略者聯盟》中也以超級反派的身份登場，當時他被克里人控制，克里人對他使用了「上帝之低語」（God's Whisper）。

## 虛構人物傳記

### 起源
伊卡利斯出生於20,000多年前的波拉里亞（現今的西伯利亞）。他是永恆族維拉科和圖萊恩（Tulayn）的兒子。其真實出生日期和姓名不詳。
當天神族的第二任宿主在所謂的「大災害」（Great Cataclysm）中擊沉變異族的要塞利莫里亞時，伊卡利斯引導一艘載有人類的船至安全的地方。人類將伊卡利斯誤認為是一隻鳥，並且（根據漫威宇宙的歷史）他被紀念為引導挪亞前往亞拉拉特山的鴿子（《永恆族》#2）。

### 早期世紀
伊卡利斯選擇了此名字是基於數百年前的一場悲慘事故。在古希臘時期，這個名字最終被稱為伊卡利斯的男子與變異族戰鬥期間，遇到並娶了一名人類女人。他們一起生了一個兒子，名叫伊卡洛斯，他喜歡和父親一起翱翔在希臘的大海和山脈之上。隨著時間的推移，永恆族為他的兒子製造了一套機械翅膀，讓他可自己飛翔。
當他的父親在與變異族戰鬥期間失蹤時，年輕的伊卡洛斯使用機械翅膀尋找他。由於缺乏獨自飛行的經驗，年輕的伊卡洛斯因飛得太高，在高層大氣中失去知覺，墜落身亡。其永恆族的父親發現了兒子的死亡後，把自己的名字取名為伊卡利斯，以紀念自己的兒子。
大約在公元1000年，伊卡利斯的父親維拉科在與變異族卓美達人的戰鬥中陣亡。伊卡利斯隨後被他的叔叔瓦爾金收養，瓦爾金向他透露了他在北極的秘密家園－風之金字塔。
在早期世紀的某個時候，伊卡利斯與一眾永恆族與不朽的變種人天啟發生衝突。這場衝突將以伊卡利斯和永恆族打敗他而結束，而伊卡利斯會相信天啟已經死亡了。
在1823年，作為永恆族為「天神族第四代宿主」做準備的一部分，祖拉斯命令伊卡利斯完善他的宇宙感官，以預料他們的到來。當他們接近時，伊卡利斯奉命前往太空之神之城，以喚醒沉睡的永恆族艾賈克來迎接他們。

### 現代
大約一個半世紀後，當天神族降臨地球時，伊卡利斯在人類考古學家丹尼爾·達米安博士和他的女兒瑪戈的幫助下，成功完成了這項任務。伊卡利斯見證了地球上「天神族第四代宿主」的到來。然後，他像所有永恆族一樣公開展示自己。他後來與「宇宙浩克」機器人作戰，並與卓美達人戰鬥。期間，瓦爾金的兒子諸克俘虜並折磨伊卡利斯，迫使他透露風之金字塔的位置。伊卡利斯追上諸克並殺死了他，諸克卻在死前向天神族發射武器。然而，天神族並沒有受到傷害。
後來，他首次遇到了雷神索爾。接下來，他參與了永恆族與奧林匹斯眾神之間的戰鬥，並擊敗了阿瑞斯。不久之後，他得知了至尊永恆祖拉斯的死訊（地球上的永恆族領袖）。
後來，故事揭示了伊卡利斯是如何第一次遇到異人族的。伊卡利斯後來與其他永恆族一起被變異族軍隊俘虜。並與其他永恆族及鋼鐵人（詹姆斯·羅德斯）一起擊敗了變異族。在那之後，伊卡利斯與其他永恆族和復仇者聯盟並肩作戰對抗渦旋。戰鬥結束後，他被「一體思維」選中留在地球上。
在他漫長的一生中，伊卡利斯也試圖成為一個公平公正的永恆族領袖，但他放棄了永恆族的傳統，選擇積極和公開地保護人類。他甚至通過成為「無限級摔跤聯合會」的職業摔跤手，成為「冰山」艾克·哈里斯，從而採用了獨特的人類身份。伊卡利斯與永恆族同胞聖娜長期以來一直對彼此產生強烈的厭惡，並在她被任命為至尊永恆時，兩人之間發生了衝突。伊卡利斯質疑她作為至尊永恆的價值，其後在永恆審判大廳面對她並擊敗了她，成為新的至尊永恆。伊卡利斯隨後與永恆族、雷神索爾和西岸復仇者協力對抗告爾。他還埋葬了因變異族實驗而被殺死的瑪戈·達米安。
後來，伊卡利斯與其他永恆族代表至高進化俘獲了銀色衝浪手。不久之後，他被變異族的領袖維薩拉俘虜，然後被克羅釋放。伊卡利斯將達米安博士公開為永恆族的敵人，並因此與變身的艾賈克作戰。
當永恆族的瑟希患上了永魔症時（一種無法治癒且使永恆族退化的疾病），伊卡利斯和其他永恆族試圖把她帶到奧林匹亞進行淨化儀式。然而，瑟希拒絕了這個想法，理由是該儀式旨在殺死受感染的永恆族，並請求他的家人在她和她的愛人黑騎士之間進行甘恩喬辛紐帶（Gann Josin bond）。伊卡利斯被這個想法激怒了，並在未經黑騎士的允許下執行了紐帶的儀式。
在《新永恆族》的系列中，伊卡利斯仍然保留了至尊永恆的稱號。伊卡利斯與永恆族自古以來的宿敵天啟返回變異族的要塞利莫里亞引爆核彈頭，並使伊卡利斯的父親維拉科復活。隨後，伊卡利斯與天啟戰鬥，儘管伊卡利斯被天啟打敗了，伊卡利斯仍然成功摧毀了他的艦船，並挫敗了天啟的計劃。維拉科很震驚地發現永恆族接受了如「拒絕者」蘭薩克和卡爾卡斯等變異族。他以「君主」的別名，向世人簡要介紹了永恆族，並稱他們為一支「新品種」的超級英雄團隊。

### 現實改變 （《永恆族》迷你系列-2006年）
伊卡利斯再次出現在漫威《永恆族》的迷你系列中，該系列由尼爾·蓋曼撰寫及藝術家小約翰·羅米塔繪製。永恆族因前族群成員絲派克，而影響他們的記憶和現實操縱能力，因此忘記了他們的真實身份。伊卡利斯拜訪了馬克·庫裡，試圖喚醒或憶起他的過去，但他責備了他。儘管伊卡利斯（自稱艾克·哈里斯）被兩名變異族蓋爾特（Gelt）和莫爾雅克（Morjak）俘虜及原子化，其屍體再次出現在（虛構的）奧林匹亞南極城市的底部。他的身體和力量在這智慧之城中完全恢復，伊卡里斯恢復了他的記憶，並着手喚醒其他永恆族成員的真實身份。經過一場漫長的戰鬥，他終於將現存少數的永恆族聯合起來，並計劃與瑪卡瑞聯手，以喚醒另外90名的永恆族。

### 永恆族的搜索（《永恆族》-第4冊）
在最後一冊的結尾，瑪卡瑞被選為「被選中的人」，讓她能與覺醒的尋夢天神交流。這對艾賈克來說非常沮喪，因為他一生都在與天神族交流、學習他們的語言及了解他們出現的意味。在瑪卡瑞與尋夢天神對話之間，他得知天神族的工作是選擇或創造星球，並在其上播種生命。他們創造了100個永恆族和100個變異族。其後，天神族會密切關注這個星球，並權衡這兩個種族中對生命形式的影響力。這是通過奴役支點而完成的。假若變異族的影響更加突出，天神族將會派巢群消滅該種族，並讓他們重新開始。假若是永恆族，天神族將允許良善流回支點，以維持其運作。瑪卡瑞和尋夢天神之間的對話因發生在不同的存在平面，而導致瑪卡瑞的肉體停止運作，並幾乎死亡，瑟希對此感到擔憂，因為她認為瑪卡瑞已沉醉於此狀態。我們也在這裏看到了尋夢天神的起源，以及他是如何被其他天神族沉睡的。
接下來的故事圍繞着聖娜和伊卡利斯，他們正嘗試尋找所有其他失憶的永恆族，並提醒他們真正的身份。他們發現現在是沃羅澤卡（Vorozheika）統治者的諸克也在進行類似的工作。諸克正使用一個神秘的資源去尋找永恆族，並比聖娜和伊卡利斯所尋找及根治的永恆族數量還來得多。伊卡利斯和聖娜找到了費斯托斯，他認為自己是一名名叫菲利普·沃斯的瑞典工程師。聖娜與伊卡利斯假裝他們為執行沃斯先生已故親屬遺囑的律師，然後，聖娜嘗試問他一些過去的問題來喚起他的記憶。這策略最終以失敗告終，伊卡利斯一心只是想將記憶強加給那些早已失去記憶的永恆族們，但這也導致了一些惡果－他們激烈的反應造成世界顛倒。
聖娜在與伊卡利斯一起拜訪費斯托斯前，把兒子喬伊·艾略特交給她父親祖拉斯照顧。祖拉斯似乎有點心不在焉，並與喬伊探索和展示永恆族的不同棲息地。正因這裏，我們了解到尋夢天神所謂的巢群即將來到地球，並已在地球上通過共生關係，與一名人類聯繫在一起。此人正是聖娜的兒子喬伊。喬伊在查看全新與未被發現的棲息地時，將這些信息傳回巢群，並會進入恍惚狀態。瑟西通過追蹤從棲息地向巢群發送的信號進行調查，發現了這一點，並把此事實告知給祖拉斯。祖拉斯對這個想法嗤之以鼻，而喬伊的生命已被共生體終止。
瑪卡瑞從尋夢天神得知喬伊及其死訊，並立即前往永恆者族的棲息地奧林匹亞。隨後，艾賈克現身在尋夢天神腳下舉行類似「火人祭」的派對，攻擊及驅散那裏的信徒，並受鋼鐵人的突擊小隊秩序阻撓。艾賈克使用「絕地控心術」將秩序趕走。伊卡利斯出現，並提出他可在諸克的據點內當間諜，艾賈克同意了，並很快地就被派去尋找吉爾伽美什。艾賈克找到了他，說服他聖娜與伊卡利斯已被變異族附身，並受到其影響。最終，吉爾伽美什襲擊了瑪卡瑞，猛烈地毆打他，並準備對其他的永恆族發動攻擊。艾賈克隨後出現，並把瑪卡瑞原子化，因為他知道他將被賦予一個新的身體，並像他們的群族一樣在奧林匹斯山的一個房間中重生。瑪卡瑞的死亡令尋夢天神再沒有任何人可以與他交流，並使他採用了一種保險功能，讓地球上除了永恆族和變異族以外的所有類人生物都進入沉睡狀態。
當吉爾伽美什到達奧林匹斯山時，他重新開始進攻，聖娜難以擊敗他，並讓他摧毀了瑪卡瑞需要重生的房間。瑟希隨後攻擊了尋夢天神，並被賦予更強的能力看顧瑪卡瑞，而他則協助尋夢天神對地球上所有的超能生物進行了整合。瑟希使用她的能力讓瑪卡瑞重生，從而停止了尋夢天神使用保險功能的需要。令人驚訝的是，當所有人都從沉睡中甦醒時，喬伊·艾略特也漸漸醒來了，終結了聖娜對失去兒子的悲痛。觀察者向尋夢天神提到那孩子死亡，並因他而復活。尋夢天神回答說那孩子就如其他人類一樣沉睡了，並與其他人類一樣甦醒了。觀察者反對，卻隨後意識到尋夢天神的做法是出於善意，因而有這樣的解釋。

### 死亡
後來當「天神族最終宿主」抵達地球時，伊卡利斯與其他所有永恆族因意識到他們被創造的真正目的後，就全部自殺了。其後，鋼鐵人和奇異博士前往希臘山區，試圖從永恆族們獲取真相，伊卡利斯是最後一名還活着的永恆族。臨終前，他向英雄們講述了他們集體自殺的原因。

## 能力與裝備
伊卡利斯的生命力因宇宙能量而增強，即使在他睡着或無意識的狀態下，他也可以完全控制自己的身體形態及活動。因此，他幾乎是不朽的，對疾病和衰老免疫，並且不受普通形式的傷害。假設伊卡利斯以某種方式受傷，他可以再生任何受傷或缺失的組織。此外，宇宙能量支撐伊卡利斯的新陳代謝，因此他不會因任何體力消耗而感到疲倦。他亦可以通過精神集中來抵抗極端溫度。
伊卡利斯可以精神操縱自己周圍的引力子來懸浮自己。他也可以懸浮其他人及物件，甚至同時懸浮自己。伊卡利斯能夠以這種方式以大約每小時850英里的速度飛行，這比大多數的永恆族還要快。
伊卡利斯擁有初等的通靈能力，使他能夠看通任何比他低等頭腦的淺薄思想。他可以在精神上製造幻象來以裝自己，還可以通過靈能操縱原子和分子，從而改變物體的形狀。然而，伊卡利斯在這範疇中，在五級中只排行第二級（第五級為最高）。他也可以重新排列空氣中的分子，從而在自己周圍創造出幾乎無法穿透的防護罩。
伊卡利斯可以從他的眼睛或手上以光束和閃光的形式發射宇宙能量。這種宇宙能量儲存在他體內特殊的細胞中，可以用作力、熱、光和其他可能形式的電磁能。伊卡利斯可以投射出至少260磅/平方英寸的衝擊力，並可散發出至少為1,650攝氏度的熱量，足以熔化鐵，而他需大約一分鐘便能達到這個溫度。由於伊卡利斯的熱光束能蒸發固體件，因此它們常被稱為分解光束。他的能量光束最大射程約為200英尺，是在這範疇中，在五級中排行第四級（第五級為最高）。然而，以這種方式持續消耗宇宙能量數個小時，雖然會暫時增加他對疼痛的敏感度，並會暫時消耗伊卡利斯的體力，但不會消耗他對傷害的抵抗力。而且，在如此漫長的能量消耗後，他會迅速恢復正常。
伊卡利斯可以通過靈能傳送自己，但他寧願不這樣做，因為與其他永恆族一樣，他發現自我傳送的過程容易使自己身體不適。他還可以將其他人與自己一起傳送。

## 其他版本

### 漫威2099
在漫威2099宇宙中，存在着一個未來版本的伊卡利斯。他出現於《2099：昭昭天命》。

### 永恆族（The Eternal）
查克·奧斯汀在2003-2004年的漫威MAX系列中撰寫了《永恆族》。在這個版本中，講述伊卡利斯的父母伊卡登和傑斯卡來到地球，故事包括「回到過去，見證伊卡利斯的出生及地球的發展，伊卡利斯與父母的相見，然後[我們]推移到現代」。

## 其他媒體

### 電視
- 《漫威騎士：永恆族》（2014年）：由特雷弗·德瓦爾（英语：Trevor Devall）配音[34]。
- 漫威電影宇宙
  - 《喪屍英雄》（2024年）：動畫劇集

### 電影
- 漫威電影宇宙：由理察·麥登飾演伊卡利斯[35]。
  - 《永恆族》[36][37][38][39][40][41]（2021年）：在電影的故事中，當伊卡利斯意識到艾賈克想要違背阿里瑟姆的「神現」計劃時，殺死了艾賈克，並背叛了其餘的永恆族，卻最終被他對瑟西的愛所打倒。由於無法原諒自己，他飛向太陽自盡，呼應其同名的希臘神話故事。

### 電子遊戲
- 《漫威：未來之戰》：手機遊戲，伊卡利斯是玩家可使用角色之一[42][43]。一件基於漫威電影宇宙的伊卡利斯制服在後來的《永恆族》活動中發行[44]。
- 《MARVEL：超級爭霸戰（英语：Marvel Contest of Champions）》：伊卡利斯是玩家可使用角色之一[45]。
- 《漫威超級戰爭》：伊卡利斯是玩家可使用角色之一[46]。
- 《漫威神威戰隊》：伊卡利斯是玩家可使用角色之一[47]。
- 《漫威迷城（英语：Marvel Puzzle Quest）》：伊卡利斯是玩家可使用角色之一[48]。
- 《漫威：未來革命》[49]

### 網路劇
- 《漫威英雄 MMO：末日博士之大事記》：由威利·溫格（英语：Wally Wingert）配音。

## 外部連結
- 伊卡利斯 （页面存档备份，存于） at the Marvel Universe
- 伊卡利斯 （页面存档备份，存于） at the Marvel Directory
- 大漫画资料库上的页面：伊卡利斯
- 漫画书数据库：伊卡利斯